# Il diario del vampiro - Il ritorno
 Il diario del vampiro - Il ritorno è il 5º libro della saga di Il diario del vampiro di Lisa J. Smith, pubblicato il 10 febbraio 2009 negli Stati Uniti e il 25 giugno 2009 in italiano.

## Trama
Elena Gilbert è tornata dall'aldilà da una settimana, ma si trova in uno stato infantile, non sa leggere né parlare, se non con il pensiero, ed è in grado di volare. Intanto, Damon tiene sotto controllo Caroline e la vede parlare con la sua immagine riflessa in uno specchio: si convince quindi che a Fell's Church sia arrivata una nuova forza malvagia che sta cercando di ingannare la ragazza. Mentre la osserva, sente una puntura di zanzara sul collo. Una notte, dopo essere stato cacciato dalla pensione e aver visto lo scambio di sangue tra Stefan ed Elena, il vampiro incontra nel bosco Shinichi, un kitsune, mentre la mattina dopo Elena si risveglia completamente guarita dallo stato in cui si trovava. Il gruppo apprende poi da Matt che alcune ragazze in città si stanno comportando in modo strano: sono controllate da un parassita tentacolare, il Malach, che le costringe a ferirsi. A loro insaputa, però, un Malach si è insinuato anche in Damon (quando aveva sentito la puntura di zanzara mentre controllava Caroline), che, spinto dalla forza malvagia, chiede al fratello di seguirlo nel bosco perché vuole parlargli dell'organizzazione Shi no Shi (Morte della Morte), che può far tornare umani i vampiri. Stefan lo segue e lascia un messaggio a Elena per dirle dove si trova, ma Damon lo modifica e la ragazza crede di essere stata abbandonata. Stefan scompare.

## Edizioni
- Lisa Jane Smith, Il diario del vampiro. Il ritorno, Nuova Narrativa Newton, 2009,  pp. 240 pagine, ISBN 978-88-541-1529-3.
- Lisa Jane Smith, Il diario del vampiro. Il ritorno - Scende la notte - L'anima nera, Grandi Tascabili Contemporanei, 2013,  pp. 544 pagine, ISBN 978-88-541-4689-1.
- Lisa Jane Smith, Il diario del vampiro. 10 romanzi in 1, I Superinsuperabili, 2013,  pp. 1472 pagine, ISBN 978-88-541-5516-9.
- Lisa Jane Smith, Il diario del vampiro. Il ritorno, Newton Compton collana King, 12 luglio 2018, pp. 252 pagine, ISBN 978-8822717993.